# Incidente del Tupolev Tu-154 di Libyan Arab Airlines del 1977
Il 2 dicembre 1977 un Tupolev Tu-154, a causa della mancanza di carburante, si schiantò nei pressi di Bengasi, in Libia. Perirono nell'incidente 59 persone.

## L'aereo
Il velivolo era registrato come LZ-BTN, e cominciò a operare nel 1974. Faceva parte del gruppo di 6 Tu-154 che erano stati affittati a Libyan Arab Airlines da parte di Balkan Bulgarian Airlines, per consentire l'annuale pellegrinaggio alla Mecca per l'Hajj.

## L'incidente
L'aereo partì dall'aeroporto Internazionale di Gedda-Re Abd al-Aziz, in Arabia Saudita, diretto verso l'aeroporto di Benina, sito nei pressi della città libica di Bengasi. Il volo disponeva di un equipaggio di 6 membri, e trasportava 159 passeggeri: pellegrini libici di ritorno dalla visita alla Mecca, in occasione dell’Hajj. Lo spazio aereo egiziano era chiuso, al tempo, per i voli libici. Ciò costringeva ad allungare il tragitto. Secondo quanto riferito, l'equipaggio non aveva pianificato questa deviazione, partendo con un aereo a corto di carburante.
Durante l'avvicinamento a Bengasi, una forte nebbia non permise ai piloti di atterrare. Non riuscendo a localizzare un aeroporto alternato, il Tu-154 esaurì il carburante e si schiantò durante il successivo tentativo dell'equipaggio di effettuare un atterraggio di emergenza: morirono 59 passeggeri.